# Joseph Henry Lonas
Joseph Henry Lonas (* 4. Januar 1925 in Manassas in Virginia, USA; † 2. August 2011 in Berlin) war ein amerikanischer Bildhauer und Maler. Er war Hochschullehrer in Berlin.

## Leben und Werk
Joseph Henry Lonas begann seine künstlerische Ausbildung im Alter von 14 Jahren an der Corcoran School of Arts in Washington, D.C. Ab dem Jahre 1943 diente er beim US-Militär und erwarb am College of William & Mary im Jahre 1949 den Bachelor of Arts. 1950 ging er wieder zum Militär. Im Jahre 1953 schloss er an der University of Iowa seinen Master of Fine Arts ab.
1953 war er Stipendiat der Fulbright Academy in Berlin und im Jahre 1958 Meisterschüler der Hochschule für Bildende Kunst Berlin, 1961 Teilnehmer des ersten bundesdeutschen Bildhauersymposions im Jahre 1961, dem Bildhauersymposion Kaisersteinbruch, einem Symposion Europäischer Bildhauer in Gaubüttelbrunn bei Kirchheim. Im Jahre 1963 wurde er zum Hochschullehrer an der Hochschule für Bildende Kunst Berlin berufen. 1985 nahm Lonas im II. International Glass Symposium in Nový Bor in der damaligen Tschechoslowakei teil.
Skulpturen, Gemälde und Zeichnungen von Lonas sind in einer Dauerausstellung im Muscarelle Museum, College of William & Mary in Williamsburg zu betrachten. Zahlreiche Einzelausstellungen von ihm gab es in Berlin und weitere in Den Haag, Williamsburg und Backnang.
Als ordentliches Mitglied des Deutschen Künstlerbundes nahm Joseph Henry Lonas zwischen 1964 und 1978 an zahlreichen großen DKB-Jahresausstellungen teil.

## Skulpturen (Auswahl)
Joseph Henry Lonas begann seine künstlerische Laufbahn als Maler und nach seinen eigenen Aussagen arbeitete Lonas seit 1957 bei seinen dreidimensionalen Formen mit organischen, geometrischen und architektonischen Formen.
- Lasten und Tragen (1963) Wolfsburg, Theater (Parkplatz)
- Trennwand (1966) Berlin, Reinickendorf, Montanstraße
- Brunnenplastik (1966–67), Berlin, Zehlendorf, Dreilindenstraße
- Pony (1967), Berlin, Reinickendorf, Taldorfer Weg
- Polyederwand (1965–67), Berlin, Neukölln, Gropiusstadt, Joachim-Gottschalk-Weg
- Wasserskulptur (1967–68), Berlin, Neukölln, Gropiusstadt, Theodor-Loos-Weg
- Denkmal für Kurt Schumacher (1968–1970), Berlin, Reinickendorf, Kurt-Schumacher-Platz / Ecke Scharnweberstraße
- Hängende Skulptur (1973–1975), Berlin, Spandau, Blasewitzer Ring / Ecke Sandstraße
- DIN-Portal-Plastik (1977–1978), Berlin, Charlottenburg, Burggrafenstraße
- Skulptur (1980–81), Berlin, Spandau, Am Juliusturm / An der Spreeschanze
- Wasserplastik (1981) Berlin, Kreuzberg, Stallschreiberstraße / Ecke Moritzplatz
- Bodenrelief (Entstehungszeit unbek.) Berlin, Neukölln, Gropiusstadt, Joachim-Gottschalk-Weg